# Giuseppe Ceccato
Giuseppe Ceccato (Vicenza, 18 settembre 1950) è un politico italiano.

## Biografia
Negli anni ottanta aderisce alla Liga Veneta, ancor prima della fondazione della Lega Nord. Dal 1990 è consigliere comunale a Montecchio Maggiore.
Con la Lega fu eletto al Senato della Repubblica nel 1994 e 1996 nel collegio uninominale di Schio, rispettivamente col 45,9 e il 43,2% dei voti.
Dopo la scissione della Liga Veneta Repubblica nel 1998, fu eletto presidente nazionale della Liga Veneta. Nel 1999 uscì però dalla Lega in concomitanza con l'espulsione di Domenico Comino e Vito Gnutti, lanciando un movimento chiamato Veneto Futuro, aderente all'ApE, e che per le elezioni regionali del 2000 si unì con la Liga Veneta Repubblica, per dar vita ai Veneti d'Europa, che ottenne il 2,4% su base regionale.
Nel 2001, come gli altri parlamentari dell'ApE, aderì al progetto di Democrazia Europea, con la quale ebbe il 6,3% nel collegio di Arzignano della Camera dei deputati, mancando l'elezione anche nella quota proporzionale. Nel 2002, quando Democrazia Europea si unì al CCD e al CDU nell'UDC, divenne un dirigente del nuovo partito nella Provincia di Vicenza. Prese poi parte alla scissione dei Popolari Liberali.
Dal 1995 al 2004 Ceccato fu sindaco di Montecchio Maggiore, in entrambe le occasioni eletto al ballottaggio. Nel 2009, dopo aver cercato invano la candidatura ufficiale per il centrodestra, si presentò per una lista civica, ottenendo il 7,5% e diventando consigliere comunale di opposizione, rimase in carica fino al 2014.